# Ėduard Vorganov
Ėduard Alekseevič Vorganov (in russo Эдуард Алексеевич Ворганов?; Voronež, 7 dicembre 1982) è un ciclista su strada russo che corre per il team Minsk Cycling Club. È professionista dal 2005.

## Carriera
Nel 2004, ultimo anno tra gli élite 2, vinse il Memorial Oleg Dyachenko ed il Circuit des Ardennes e partecipò ai Campionati del mondo Under-23. Passato professionista nel 2005 nella Omnibike-Dynamo Moscow, vinse la Five Rings of Moscow nel primo anno. Nel 2007 passò alla Karpin Galicia ed ottenne il secondo posto alla Clásica de Almería dietro Giuseppe Muraglia, poi risultato positivo ad un controllo antidoping. Con la squadra galiziana partecipò anche a tre edizioni della Vuelta a España e una del Giro d'Italia.
Dal 2010 al 2016 gareggiò per il Katusha Team. Con questa squadra nel 2012 vinse il campionato nazionale russo in linea e prese parte alla cronometro a squadre per club dei campionati del mondo nel Limburgo. In maglia Katusha in sei stagioni mise anche a referto diverse partecipazioni ai tre Grandi Giri. Nel 2017 si trasferisce al Minsk Cycling Club, squadra Continental bielorussa.

## Palmarès
- 2004

Memorial Oleg Dyachenko
4ª tappa Circuit des Ardennes (Charleville-Mézières, cronometro)
Classifica generale Circuit des Ardennes
- 2005

Five Rings of Moscow
- 2012

Campionati russi, Prova in linea

## Piazzamenti

### Grandi Giri
- Giro d'Italia

2009: 23º
2011: 36º
2014: 55º
- Tour de France

2010: 78º
2012: 19º
2013: 48º
- Vuelta a España

2007: 70º
2008: 60º
2009: 26º
2011: 43º
2014: 46º
2015: 39º

### Classiche monumento
- Milano-Sanremo

2010:  48º
2012: 100º
2013:  43º
- Liegi-Bastogne-Liegi

2010:  47º
2011:  65º
2012: ritirato
2013: 101º
2014:  44º
- Giro di Lombardia

2014: ritirato

### Competizioni mondiali
- Campionati del mondo

Verona 2004 - In linea Under-23: 15º
Mendrisio 2009 - In linea: 51º
Melbourne 2010 - In linea: 61º
Limburgo 2012 - In linea: 7º
Limburgo 2012 - In linea: 85º